# Antonio de la Torre Villalpando
Antonio de la Torre Villalpando (Ciutat de Mèxic, 21 de setembre de 1951 – 2 d'agost de 2021) va ser un futbolista mexicà.

## Selecció de Mèxic
Va formar part de l'equip mexicà a la Copa del Món de 1978.